# Bharmalji II
Bharmalji II (Mansingji, 1798 – Bhuj, 1846) è stato un principe indiano.
È stato Maharao di Cutch dal 1814 al 1819.

## Biografia
Bharmalji II salì al trono di Cutch un mese dopo la morte del padre, Rayadhan III. Come già accaduto per suo padre, la reggenza effettiva dello stato era detenuta dal Bar Bhayat ni Jamat, un consiglio di ministri che operava per conto del sovrano nell'amministrazione statale. Rayadhan non aveva figli legittimi, e già mentre era in vita  venne considerato suo erede e successore  Ladhubha, figlio di suo fratello, in una serie di negoziati col governo britannico in India . Ma alla morte di Rayadhan III, due consiglieri del consiglio di governo, Husain Miyan e Ibrahim Miyan, iniziarono a supportare le pretese di Mansingji, figlio illegittimo del sovrano.
Alla fine, il 13 gennaio 1814, Mansingji riuscì ad essere riconosciuto come successore del padre e suo legittimo erede, ascendendo al trono col nome di Bharmalji II. L'agente locale del governo britannico, il capitano MacMurdo, andò da Morvi a Bhuj per lamentarsi con il ministro Husain Miyan della pirateria presente nel Mare Arabico e dei banditi nella regione di Vagad, che sembravano provenire dall'area di Cutch.  A quelle lamentele e alle successive richieste di intervento il ministro sembrò volersi adeguare anche troppo a favore degli inglesi. Bharmal II, a fronte di quel comportamento del suo collaboratore, decise di prendere personalmente la direzione dello stato. Abolì allora il consiglio dei ministri e costrinse Husain Miyan a ritirarsi a vita privata nel gennaio del 1815, concedendogli i feudi di Anjar, Bhachau, Bhadargad e Kanthkot.
Il 14 dicembre, una forza inglese al comando del colonnello East composta da 4000 fanti e truppe provenienti dagli stati di Gaekwad e Baroda attraversarono il Rann a Venasa, a circa dodici miglia ad est di Anjar. La forza si spostò quindi verso Anjar, e quando Husain Miyan si rifiutò di lasciarle passare, gli inglesi occuparono Cutch attaccando il forte locale il 25 dicembre 1815; prima del sorgere del sole la resa era  stata firmata e il porto di Tuna venne occupato il giorno successivo. Alcuni giorni dopo, Muhammad Sota, capo di Mundra, negoziò un accordo con gli inglesi. Le forze si spostarono quindi su Bhuj, accampandosi a Lakond il 3 gennaio 1816. Il 14 gennaio 1816, Bharmalji II si accordò accettando la sovranità degli inglesi e la residenza del capitano James MacMurdo a Bhuj come rappresentante inglese in loco.
Col supporto di alcuni capi Jadeja, le truppe inglesi attaccarono Bhuj il 25 marzo 1819, e deposero Bharmalji II; suo figlio, Deshalji II, ancora minorenne, venne allora proclamato nuovo sovrano. Cutch accettò la sovranità degli inglesi nel 1819 e ancora il capitano MacMurdo venne confermato nei propri incarichi.
Bharmalji II ottenne  il permesso di continuare a risiedere a Bhuj sino alla sua morte, avvenuta nel 1846.